# 보온병

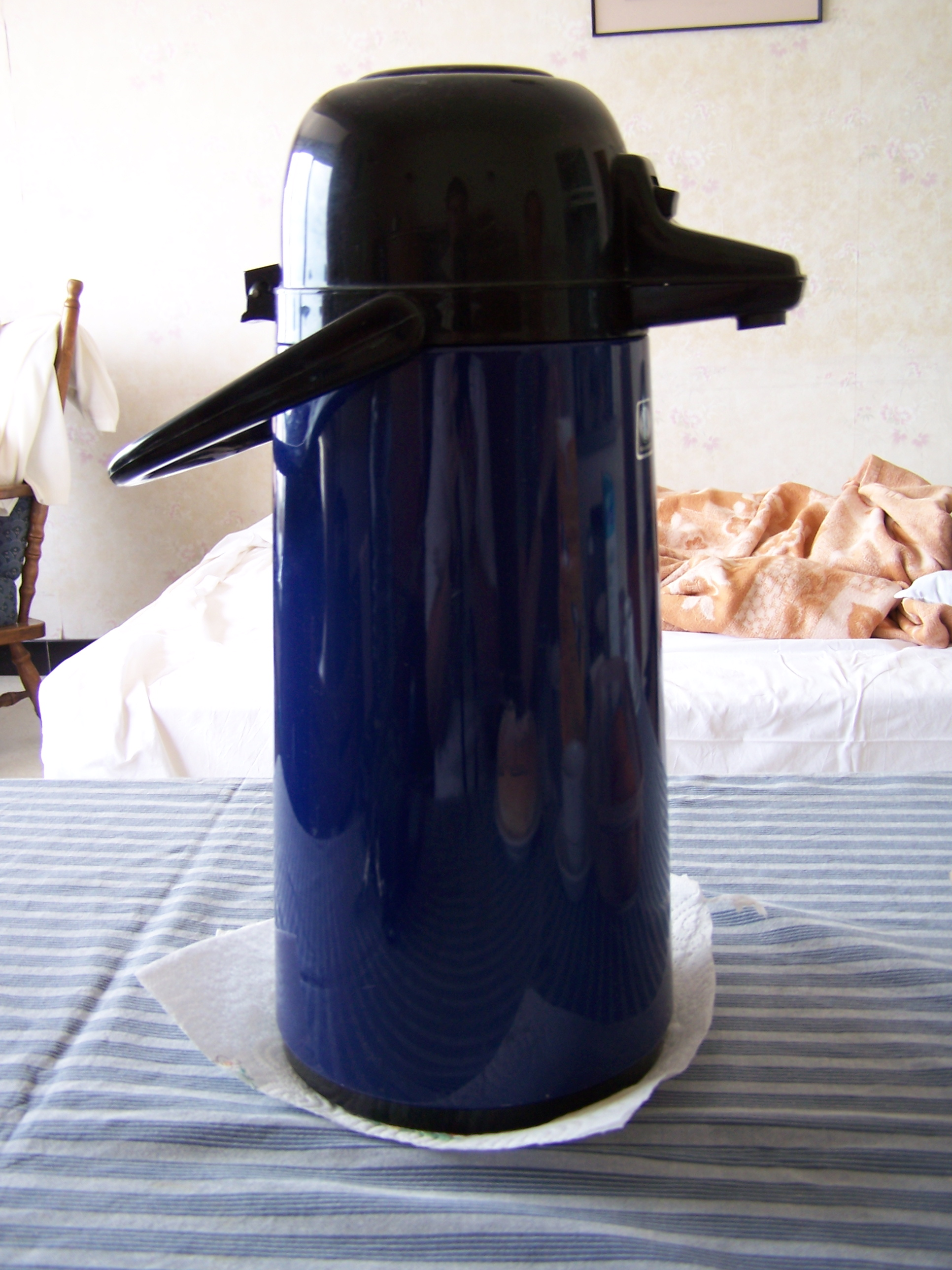
가정용 보온병. 커피 등의 액체를 따듯하게 보관하기 위해 사용한다.

보온병(保溫甁)은 내용물과 용기의 외부의 사이를 부분적으로 진공으로 만들어 내용물을 보온시키는 저장용기이다. 진공으로 처리된 부분이 열전도를 막아주기 때문에 용기 내부가 외부 기온보다 따뜻하거나 차가운 상태를 유지하도록 도와준다.

## 용도와 이용

### 음식물
보온병은 실온보다 뜨겁거나 차가운 내용물을 보존하기 위해 사용된다. 가정이나 식품 산업의 용도로 사용되는 것이 보통이다. 일반적으로 가정에서 사용되는 보온병은 대략 24시간동안 차가운 내용물을 일정한 온도에서 보관할 수 있으며, 뜨거운 내용물은 8시간정도 일정한 온도에서 보관할 수 있다.
어떤 보온병은 마개가 컵으로도 사용 가능하도록 만들어져 있다.

### 산업용
산업 분야에서는 산소나 질소 등 실온보다 훨씬 낮은 온도에서 액체가 되는 물질을 보관하기 위해 진공 플라스크를 사용한다.

### 세척
보온병의 세척은 기다란 막대의 스펀지가 달린 도구로 청결을 유지관리할 수 있으나 이것이 보온병의 구경이 작은경우등의 이유로 용이하지 않은경우 베이킹 파우더나 식초 등의 천연세제를 사용할 수도 있다.

## 사진

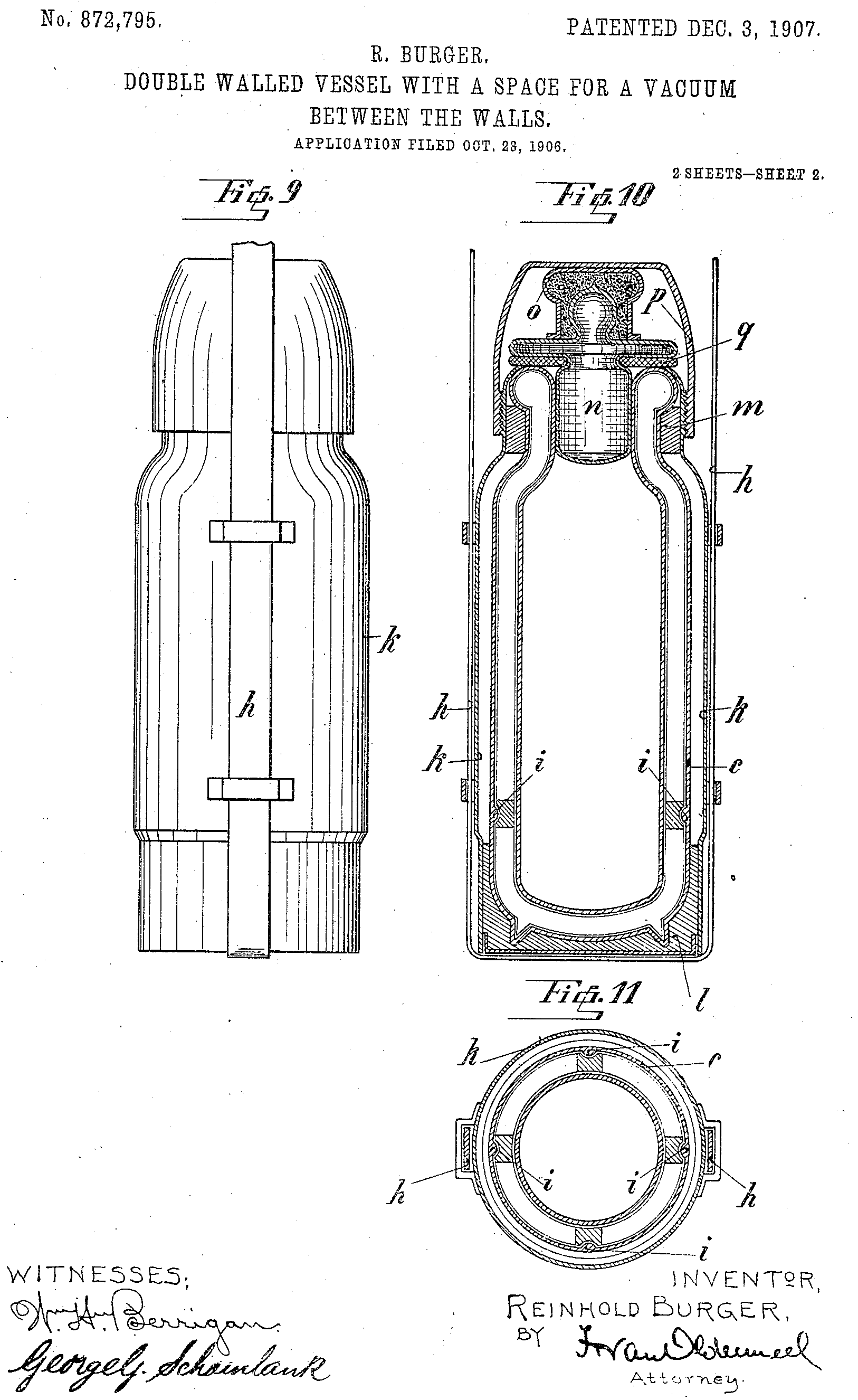
1907년, 미국 특허청의 보온병 (스케치).
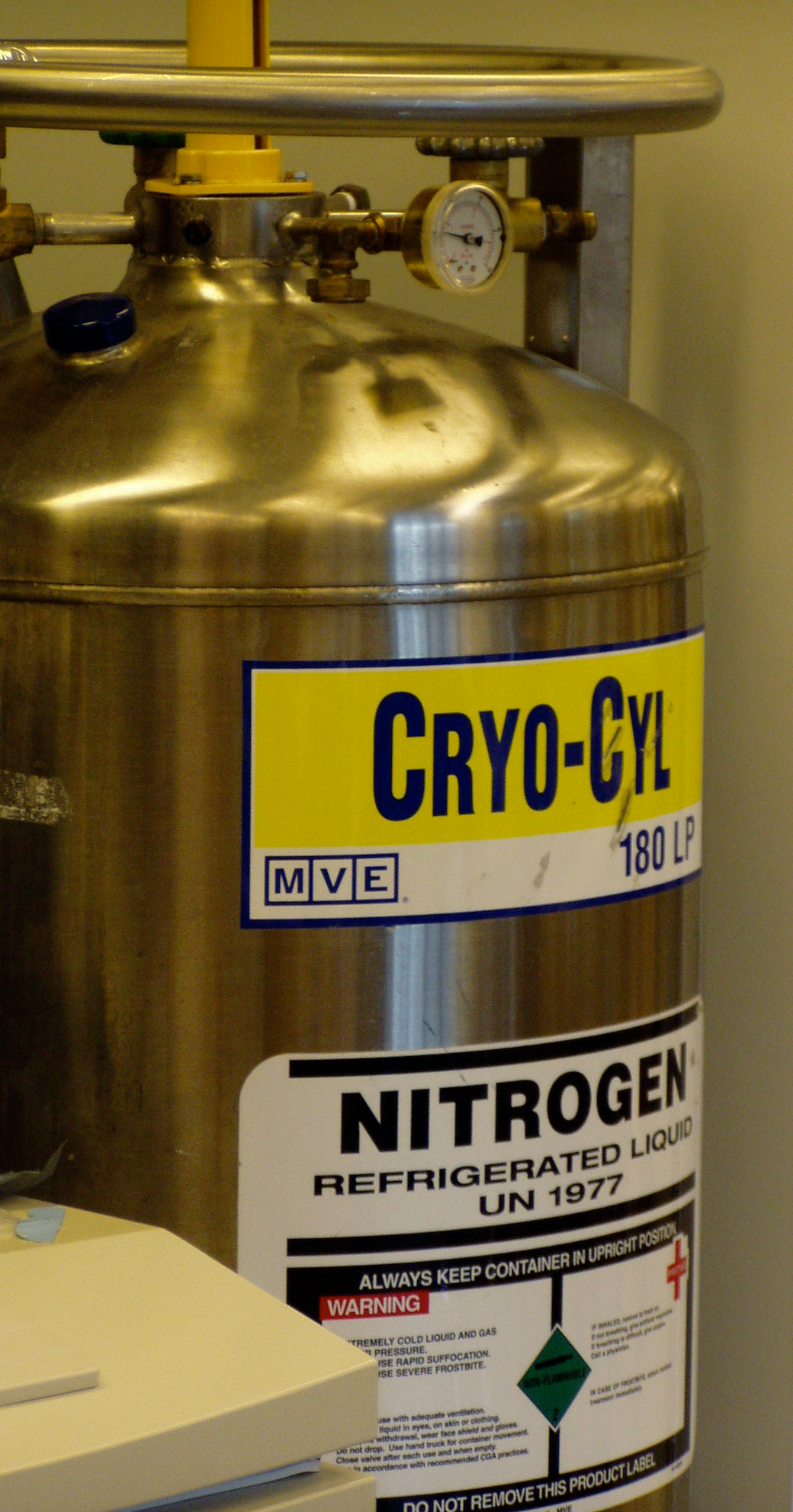
액체 질소를 저장하는 스테인리스 재질의 보온병. (질소의 끓는점은 -197°C이다.).

## 같이 보기
- 제임스 듀어 - 보온병을 발명.
- 휴대용 술병

## 참고 자료
1. ↑  [참고](헬스조선 - "세제 대신 레몬껍질, 식초 써서 세탁해요" ) http://health.chosun.com/site/data/html_dir/2010/06/07/2010060702400.html?Dep0=twitter

- Burger, R., 미국 특허 872,795 , "Double walled vessel with a space for a vacuum between the walls", 1907년 12월 3일.
- Sella, Andrea (2008년 8월). “Dewar's Flask”. 《Chemistry World》: 75. 2008년 8월 30일에 확인함.